# Synchiropus picturatus
Synchiropus picturatus là một loài cá biển thuộc chi Cá đàn lia gai (Synchiropus) trong họ Cá đàn lia. Loài này được mô tả lần đầu tiên vào năm 1857.

## Phân bố và môi trường sống
S. picturatus có phạm vi phân bố ở Tây Thái Bình Dương. Loài cá này được tìm thấy ở vùng biển Philippines, trải dài đến vùng biển bao quanh các đảo phía đông Indonesia và ngoài khơi tây bắc Úc. Chúng sống ở độ sâu khoảng 20 m trở lại.

## Mô tả
Mẫu vật lớn nhất của S. picturatus có chiều dài cơ thể được ghi nhận là 7 cm. S. picturatus, và một loài họ hàng cùng chi là Synchiropus splendidus (cá trạng nguyên), là hai loài động vật duy nhất được biết đến là có do các tế bào sắc tố màu xanh lam, tạo nên các đường vân màu xanh đặc trưng cho hai loài cá này.
Cũng như các loài trong họ cá đàn lia, S. picturatus ăn các loài động vật không xương sống nhỏ ở sát đáy biển. Chúng thường bơi thành những nhóm nhỏ.